# Ariel (roman)
Ariel (rusă Ариэль) este un roman științifico-fantastic de Aleksandr Beleaev. A fost publicat pentru prima dată în 1941. Romanul prezintă un om capabil să zboare fără niciun dispozitiv ajutător. Este ultimul roman al scriitorului Aleksandr Beleaev.

## Prezentare
Personajul principal, Ariel, are puterea de a zbura fără ajutorul niciunui dispozitiv. El și un tânăr prieten scapă de școala unde erau închiși. De-a lungul evenimentelor, Ariel descoperă că este englez și că a fost dus în acea școală specială din India pentru că el și sora sa erau bogați și a fost dat în custodia oamenilor care doresc banii lui.
Imaginea zburătorului Ariel este aproape de imaginea lui Ihtiandr dintr-un alt roman al lui Beleaev, Omul-amfibie. Ca și Ihtiandr, el are abilități fizice unice, dar, în același timp, este total incapabil să trăiască în lumea crudă a capitalismului, ceea ce îl face o jucărie în mâinile unor oameni dornici de profit.

## Ecranizări
Romanul a fost adaptat într-un film în 1992, regizat de Yevgeni Kotov.

## Traduceri în limba română
- Ariel (1941), traducere de A. Țimpău și I. Andreescu. Publicat în Aleksandr Beleaev - Stăpânul lumii, Opere alese III, Editura Tineretului, București, 1964.

## Legături externe
- en  Istoria publicării lucrării Ariel la Internet Speculative Fiction Database

## Vezi și
- 1941 în literatură